# میکن ریک
 میکن ریک (انگلیسی: Mieken Rieck؛ ۲۴ آوریل ۱۸۹۲ – ۲۷ دسامبر ۱۹۷۷) یک تنیس‌باز اهل آلمان بود.